# Stephen Covey
Stephen R. Covey (Salt Lake City, 24 oktober 1932 – Idaho Falls, 16 juli 2012) was een Amerikaans auteur. Hij schreef onder andere de bestseller The Seven Habits of Highly Effective People.

## Biografie
Covey leefde met zijn vrouw Sandra en familie in Provo (Utah), waar ook de Brigham Young Universiteit is gevestigd. Covey was praktiserend lid van de Mormoonse kerk, waarvoor hij twee jaar in Engeland missioneerde. Dr. Covey gaf les aan de universiteit voordat hij succes had na het uitbrengen van zijn boek. Hij was vader van negen kinderen en grootvader van 52 kleinkinderen. In 2003 ontving hij de vaderschapsprijs van het 'National Fatherhood Initiative'. Hij overleed op 16 juli 2012 als gevolg van complicaties na een fietsongeval in april 2012.

## Zeven eigenschappen
Volgens Covey was, tot de Eerste Wereldoorlog, succes vanuit een principiële levenshouding vooral samen te vatten in begrippen als nederigheid, integriteit, gematigdheid, trouw en geduld. 
Na de Eerste Wereldoorlog werd succes door een meer pragmatische levenshouding anders gedefinieerd. Succes wordt vooral afgemeten aan persoonlijke prestatie, vaardigheden en status.
Covey zegt dat blijvend succes alleen mogelijk is door zeven "eigenschappen" na te streven:
1. proactieve levenshouding;
2. doelgerichte inzet (begin met het einde voor ogen);
3. prioriteiten stellen;
4. streven naar gezamenlijk profijt (Win-winsituatie);
5. aandacht voor andermans belangen (Empathie);
6. profijt uit verschillen halen (Synergie);
7. voldoende rust nemen en ontspannen (balans tussen productie en productiemiddelen).